# Аспах (Тюрингия)
Аспах (нем. Aspach) — община в Германии, расположенная в земле Тюрингия. Входит в состав района Гота и подчиняется управлению Хёрзель.

## География
Община Аспах занимает площадь 5,88 км². Она расположена в живописной местности, характерной для Тюрингии, с холмистым рельефом и обширными лесными массивами. Ближайшие крупные города — Гота (около 10 км к северу) и Эрфурт (столица Тюрингии, около 30 км к северо-востоку).

## Население
По данным на 31 декабря 2006 года, население Аспаха составляло 450 человек. Однако для актуальной информации следует обратиться к последним статистическим данным. Например, по состоянию на 2020 год, население многих небольших общин в Тюрингии имеет тенденцию к сокращению из-за миграции в крупные города.

## История
Аспах имеет долгую историю, характерную для многих небольших населённых пунктов Тюрингии. Первые упоминания о деревне относятся к XIII веку. В Средние века Аспах был частью графства Гота, а позже вошёл в состав герцогства Саксен-Кобург-Гота. После Второй мировой войны деревня оказалась на территории ГДР, а после объединения Германии в 1990 году стала частью федеральной земли Тюрингия.

## Инфраструктура
- Транспорт: Аспах связан с соседними населёнными пунктами автобусными маршрутами. Ближайшая железнодорожная станция находится в Готе.
- Образование: В самой общине нет школ, дети посещают учебные заведения в соседних городах, таких как Гота.
- Культура и достопримечательности: В Аспахе сохранилась церковь Святого Мартина, построенная в XVIII веке. Она является одной из главных достопримечательностей деревни. Также в общине проводятся традиционные праздники, такие как День деревни (нем. Dorffest), который собирает жителей и гостей.

## Экономика
Экономика Аспаха основана на сельском хозяйстве и малом бизнесе. В общине есть несколько ферм, специализирующихся на выращивании зерновых и животноводстве. Близость к Готе и Эрфурту позволяет жителям работать в этих городах.

## Современное состояние
В последние годы Аспах, как и многие небольшие общины в Германии, сталкивается с проблемой старения населения и оттока молодёжи в крупные города. Однако местные власти активно работают над привлечением новых жителей, развивая инфраструктуру и поддерживая местные традиции.